# Cesare Mazzolari
Cesare Mazzolari MCCJ (Brescia, 9 de fevereiro de 1937 - Rumbek, Sudão do Sul, 16 de julho de 2011) foi um religioso religioso italiano e, de 1998 até sua morte, Bispo Católico Romano da Diocese de Rumbek no Sudão do Sul.
Mazzolari entrou num seminário dos Missionários Combonianos e foi ordenado sacerdote a 17 de março de 1962. Em seguida, trabalhou como padre para os Missionários Combonianos e defendeu, entre outras coisas, os direitos das minorias indígenas mexicanas e dos afro-americanos que viviam como mineiros no estado americano de Ohio.
Em 1981 iniciou o seu trabalho missionário no atual Sudão do Sul na Diocese de Tombura-Yambio, depois na Arquidiocese de Juba. Em 1990 foi nomeado Administrador Apostólico da Diocese de Rumbek. Em 5 de novembro de 1998 foi nomeado Bispo de Rumbek pelo Papa João Paulo II. O próprio João Paulo II o consagrou bispo em 6 de janeiro de 1999; Os co-consagradores foram o Arcebispo Giovanni Battista Re, Oficial da Secretaria de Estado do Vaticano, e Francesco Monterisi, Secretário da Congregação para os Bispos.
Durante seus trinta anos de serviço no Sudão do Sul, ele fez campanha para crianças-soldados e dirigiu vários postos missionários com risco de vida. Durante a segunda guerra civil em 1994, ele foi temporariamente mantido como refém do Exército de Libertação Sudanês SPLA. Ao final, ele pediu paz e compreensão na região e informou sobre os perigos de novas hostilidades.
Em Rumbek, juntamente com outros, incluindo a diocese de Brescia, fundou o projeto de ajuda "Cesar" para divulgar a dramática situação da população sudanesa. Ele organizou inúmeras campanhas de informação e conscientização em todo o país. "Cesar" apoiou projetos nas áreas de educação, educação, saúde, justiça, paz e evangelismo. Em 2000 recebeu o Prêmio della Bontà Paolo VI do município de Concesio por seu empenho. A Fundação Rotária Internacional o homenageou como Companheiro Paul Harris.
Mazzolari morreu devido a problemas de saúde uma semana após a independência do Sudão do Sul do Sudão, que ele defendia. Em 9 de julho de 2011, ele participou das comemorações pela independência do Sudão do Sul.